# Bundesinstitut für Kultur und Geschichte des östlichen Europa
Das Bundesinstitut für Kultur und Geschichte des östlichen Europa (BKGE, bis 2000 Bundesinstitut für ostdeutsche Kultur und Geschichte, von 2001 bis 2023 Bundesinstitut für Kultur und Geschichte der Deutschen im östlichen Europa) ist eine der Beauftragten der Bundesregierung für Kultur und Medien nachgeordnete Bundesbehörde. Es wurde 1989 in Oldenburg gegründet und ist seit 2000 ein An-Institut der Carl von Ossietzky Universität Oldenburg. Leiter des Instituts ist seit 2004 der Historiker Matthias Weber. Das Institut verfügt über 17 Mitarbeiter, davon zehn Wissenschaftler (Stand: Herbst 2014).

## Aufgaben und Arbeitsbereiche
An der Schnittstelle zwischen Wissenschaft und Politikberatung unterstützt das BKGE die Bundesregierung in allen Fragen der Erforschung, Präsentation, Vermittlung, Weiterentwicklung und Förderung deutscher Kultur und Geschichte im östlichen Europa in ihren Verflechtungen mit Kultur und Geschichte der Nachbarethnien. Geografisch umfasst dieser Bereich unter anderem die historischen Provinzen Ostpreußen, Westpreußen, Pommern, Schlesien und Ostbrandenburg sowie Siedlungsgebiete von Deutschen im Baltikum, in Böhmen, Mähren, Siebenbürgen oder in Russland. Das Institut ist multidisziplinär ausgerichtet. Die Wissenschaftler vertreten die Disziplinen Geschichte, Literatur- und Sprachwissenschaft (Germanistik, Slawistik), Kunstgeschichte und Europäische Ethnologie/Volkskunde. Sie sind in die akademische Lehre an der Carl von Ossietzky Universität Oldenburg eingebunden.
Das BKGE ist Geschäftsstelle des Immanuel-Kant-Stipendiums, das von der/dem Beauftragten der Bundesregierung für Kultur und Medien (BKM) vergeben wird. Im Auftrag der/des BKM koordiniert das BKGE auf deutscher Seite das multilaterale Europäische Netzwerk Erinnerung und Solidarität.

## Geschichte
Das Institut wurde durch den Errichtungserlass des Bundesministers des Innern vom 27. Januar 1989 gegründet. Der ursprüngliche Name Bundesinstitut für ostdeutsche Kultur und Geschichte wurde zum 1. Januar 2001 in Bundesinstitut für Kultur und Geschichte der Deutschen im östlichen Europa geändert und im September 2023 in Bundesinstitut für Kultur und Geschichte des östlichen Europa.
Direktoren
- Werner Broll (1989–1997)
- Michael Garleff (1997–2004)
- Matthias Weber (seit 2004)

## Gesetzliche Grundlage
Gesetzliche Grundlage für das Engagement der Bundesregierung wie für die Tätigkeit des BKGE bildet § 96 BVFG. Danach haben Bund und Länder „das Kulturgut der Vertreibungsgebiete in dem Bewußtsein der Vertriebenen und Flüchtlinge, des gesamten deutschen Volkes und des Auslands zu erhalten“.  Archiv-, Museums- und Bibliotheksbestände sind zu sichern, zu ergänzen und auszuwerten. Die Förderung von Wissenschaft und Forschung soll zur Weiterentwicklung und Modernisierung der Auseinandersetzung mit diesem Aufgabenfeld beitragen. Die Umsetzung dieses Auftrags fällt seit 1998 auf Bundesebene in die Zuständigkeit der/des Beauftragten der Bundesregierung für Kultur und Medien.
Seit der Verabschiedung des BVFG im Jahr 1953 wurde die Auslegung des § 96 mehrfach den gewandelten politischen und gesellschaftlichen Rahmenbedingungen angepasst. Arbeitsgrundlage ist derzeit die im Jahr 2000 entwickelte Konzeption zur Erforschung und Präsentation deutscher Kultur und Geschichte im östlichen Europa, die den Umbrüchen in Ostmitteleuropa von 1989/90 Rechnung trägt. Zentrales Anliegen ist „das Netzwerk der gut nachbarlichen Zusammenarbeit auszubauen und den Weg der Verständigung und Versöhnung weiterzugehen“,  indem die Kooperation mit wissenschaftlichen Einrichtungen und gesellschaftlichen Initiativen insbesondere im östlichen Europa verstärkt wird.

## Forschungen und Dokumentationen
Schwerpunkte der Forschungs- und Dokumentationsprojekte des BKGE liegen auf regionalgeschichtlichen Studien, Untersuchungen zur Gedächtnis- und Erinnerungskultur sowie auf zeitgeschichtlichen Fragestellungen zu den Themen Diktaturerfahrung, (Zwangs-)Migrationen und Minderheitenfragen.

## Publikationen

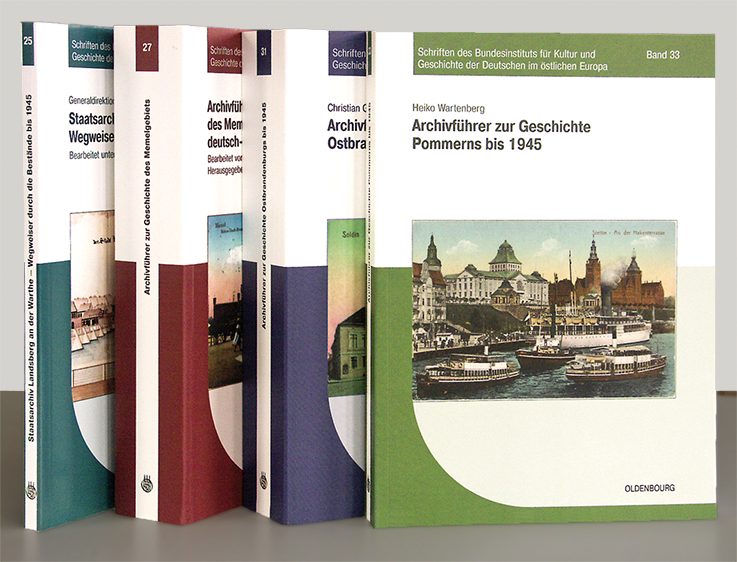
Zu den Publikationen des BKGE zählen Bestandsübersichten von Archiven im östlichen Europa

Das Institut gibt zwei Reihen im de Gruyter Verlag (bis 2013: R. Oldenbourg Verlag), München, heraus:
- Jahrbuch des Bundesinstituts für Kultur und Geschichte des östlichen Europa (bis 2000 Berichte und Forschungen. Jahrbuch des Bundesinstituts für ostdeutsche Kultur und Geschichte, von 2000 bis 2023 Jahrbuch des Bundesinstituts für Kultur und Geschichte der Deutschen im östlichen Europa)
- Schriften des Bundesinstituts für Kultur und Geschichte des östlichen Europa (bis 2000 Schriften des Bundesinstituts für ostdeutsche Kultur und Geschichte, von 2000 bis 2023 Schriften des Bundesinstituts für Kultur und Geschichte der Deutschen im östlichen Europa)

Ferner erscheint in Kooperation mit dem Institut für Geschichte der Carl von Ossietzky Universität Oldenburg im Verlag Peter Lang, Frankfurt/M., Berlin, Bern, Bruxelles, New York, Oxford, Wien, die Reihe Mitteleuropa – Osteuropa. Oldenburger Beiträge zur Kultur und Geschichte Ostmitteleuropas.
Das Online-Lexikon zur Kultur und Geschichte des östlichen Europa ist ein Kooperationsprojekt mit dem Institut für Germanistik der Carl von Ossietzky Universität Oldenburg.

## Bibliothek

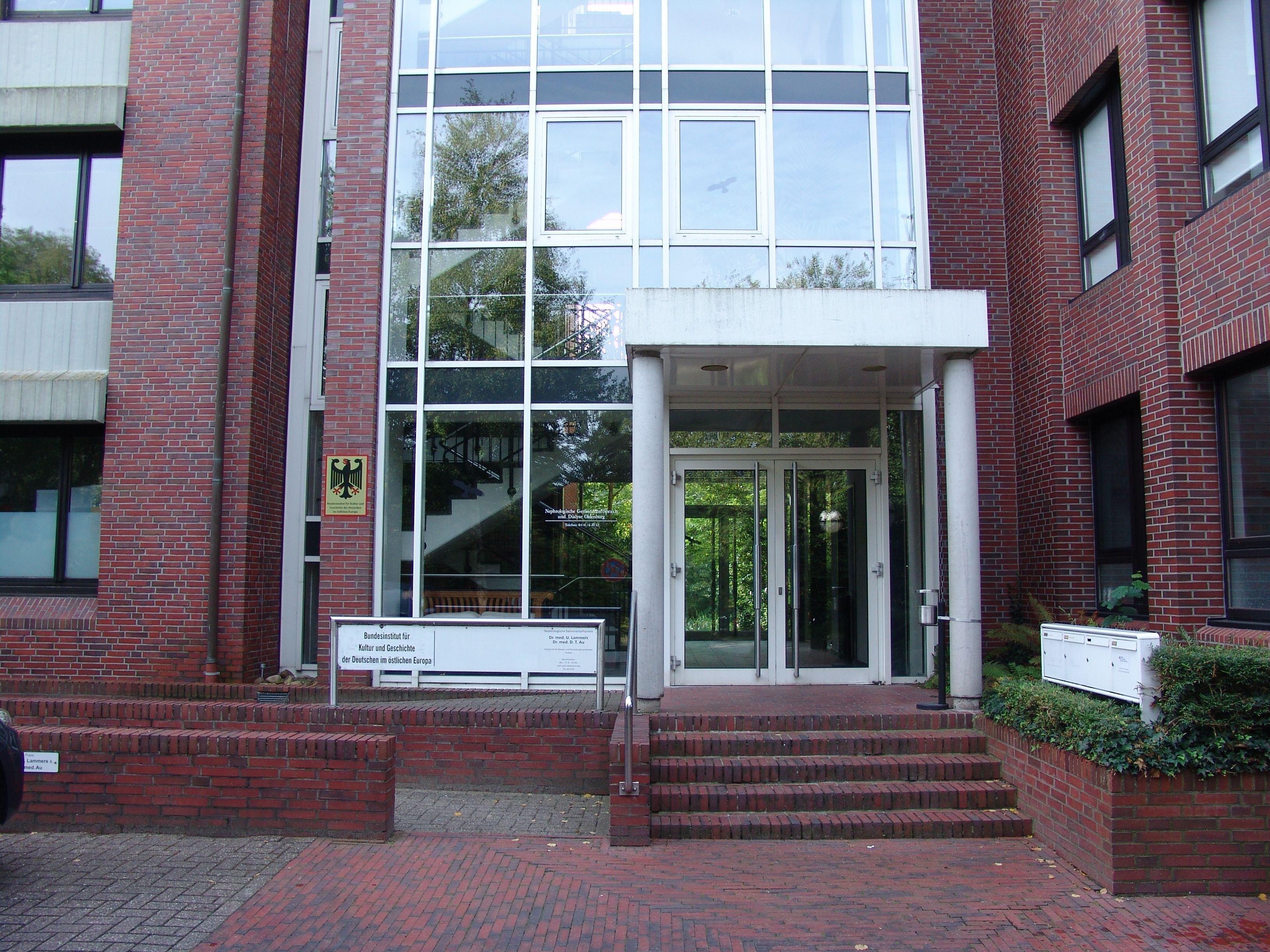
Eingang des BKGE-Gebäude in Oldenburg.

Das BKGE besitzt eine öffentlich zugängliche Bibliothek mit etwa 100.000 Medieneinheiten, die über regionale (ORBISplus) und überregionale (Gemeinsamer Bibliotheksverbund, GBV) Bibliotheksverbundskataloge online recherchierbar sind.